# Brachiomonas simplex
Brachiomonas simplex là một loài tảo trong họ Chlamydomonadaceae, thuộc chi Brachiomonas.